# Drombus globiceps
Drombus globiceps és una espècie de peix de la família dels gòbids i de l'ordre dels perciformes.

## Morfologia
- Els mascles poden assolir 4,3 cm de longitud total.[3][4]

## Hàbitat
És un peix de clima tropical i demersal.

## Distribució geogràfica
Es troba a l'Índia, Indonèsia i Papua Nova Guinea.

## Observacions
És inofensiu per als humans.